# 褒歌

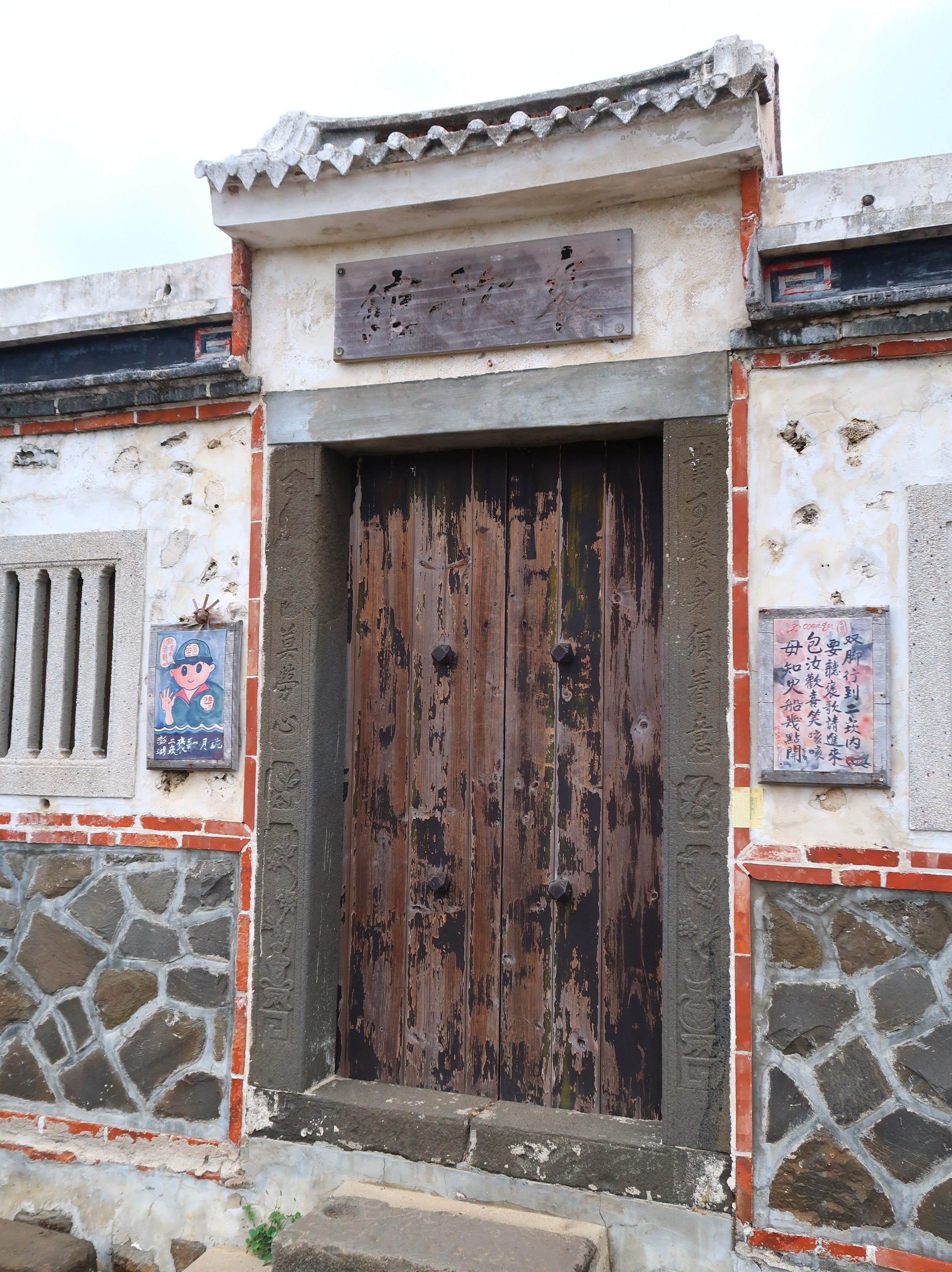
二崁褒歌館，位於臺灣澎湖縣西嶼鄉二崁古厝聚落區的褒歌紀念館。

褒歌，亦作相褒歌、七字仔歌，部分地區稱唸口白、唸歌，台灣漢族的傳統民俗歌謠形式之一，其歌詞或者旋律多為即興表演，所吟唱內容包括男女情歌、環境氣候、產業農事、婚喪節慶，甚至哀嘆生活困苦，藉著褒歌以宣洩苦悶，但凡生活點滴，皆可入詞，題材多元，但1970年代之後因社會生活型態改變，褒歌僅剩老年人能夠吟唱，青年人無力傳承，褒歌文化日益衰微。

## 簡介
早於周朝之際，官方便有將民間詩歌採集成《詩經》，做為一種視察民間的作法，鄭坤五便認為「褒歌」內容是一種反映民間生活的藝術形式，可以視為「臺灣國風」。
自康熙廿三年（1684年），台江一帶沿海平原、澎湖被納入大清版圖，陸續有大量福建移民遷入台灣:70-72，各地流傳起各式各樣的民間娛樂，為當時風土民情留下不少文字紀錄，其中以中上階層作「竹枝詞」、平民階層則多興「褒歌」為代表，至於以客籍移民為主的新竹、苗栗地區，則有「山歌」傳誦等等。
自清領時期開始，褒歌在台灣民間曾經十分普及，村村皆可聽聞吟唱褒歌的聲音，但由於1970年代後生活型態改變，民間娛樂多元，褒歌漸不再做為紀錄生活、抒發心情的主要管道；又加上1946年之後，中華民國政府在戒嚴時期厲行國語政策，1980年代之後出生的人口母語能力日益低落，對褒歌傳承更顯不利，褒歌文化亦漸趨凋零。

## 形式
褒歌是一種民間即興表演的唸唱歌謠，沒有嚴謹的形式規定，但最普遍的褒歌大多是「七言四句」，即七個字湊成一句歌詞、四句歌詞組成一首褒歌，此外，每一句歌詞的最後一個字多會押韻。
| 歌詞           | 教育部台羅拼音                    | 主題 | 備註                     |
| -------------- | --------------------------------- | ---- | ------------------------ |
| 天頂出有講百萬 | Thinn-tíng tshut ū kóng pah-bān   | 寫景 |                          |
| 地下出有媠牡丹 | Tuē-hā tshut ū suí bóo-tan        | 寫景 |                          |
| 阿娘生媠好人範 | A-niû sinn suí hó lâng-pān        | 寫情 | 此處「阿娘」指年輕姑娘。 |
| 親像仙女來下凡 | Tshin-tshiūnn sian-lú lâi hā-huān | 寫情 |                          |

## 外部連結
- 〈黃裕元／澎湖西嶼：即編即唱的褒歌酬對文化〉 （页面存档备份，存于），國立臺灣歷史博物館《觀‧臺灣》第47期「島與島」。
- 澎湖褒歌 （页面存档备份，存于）